# گوراب (نهبندان)
گوراب روستایی در دهستان نه بخش مرکزی شهرستان نهبندان استان خراسان جنوبی ایران است. بر پایه سرشماری عمومی نفوس و مسکن در سال ۱۳۹۰ جمعیت این روستا کمتر از ۳ خانوار بوده‌است.